# Buddhadasa

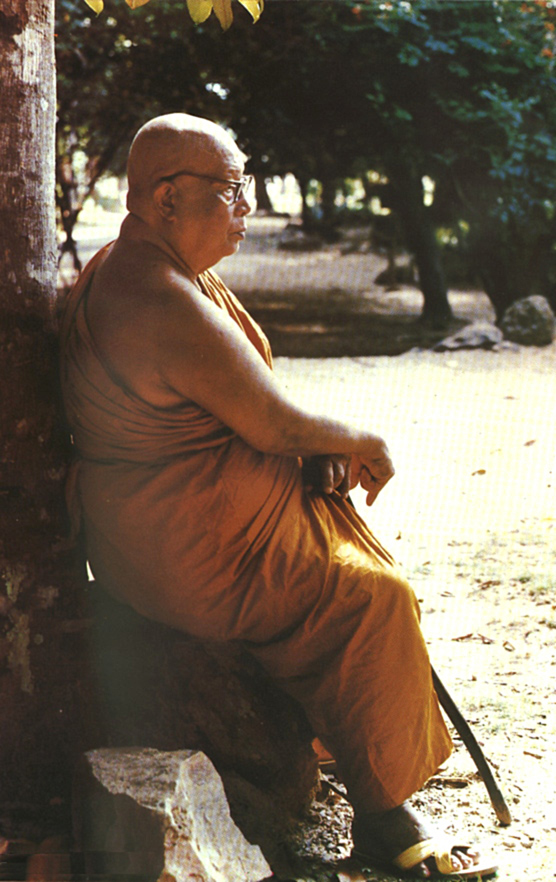
Buddhadasa Bhikkhu.

Ajahn Buddhadasa Bhikkhu (1906-1993), literalmente esclavo de Buda, fue un monje budista tailandés, 
perteneciente a la tradición theravāda. 
Nació en 1906 con el nombre de Nguam Panid en Phumriang, al sur de Tailandia, de padre chino y madre thai.
A los 26 años, Buddhadasa fue ordenado monje en Bangkok. Disgustado por la decadencia de la vida religiosa en su monasterio abandonó la capital y regresó a su tierra natal, instalándose en un templo abandonado. 
En 1932, fundó Wat Suan Mokkh, el Jardín de Liberación, dedicado a la práctica de la meditación vipassana. Buddhadasa se centró en la práctica de anapanasati o atención a la respiración. Buddhadasa se basó en su extenso conocimiento del canon pali y en su amplia experiencia personal.
En su madurez, las enseñanzas de Buddhadasa atrajeron a un gran número de estudiantes extranjeros a su templo y participó de manera activa en el diálogo interreligioso. 
Falleció a los 87 años de un ataque cardíaco.  

## Citas
...aquellos que han alcanzado un alto grado de sabiduría sentirán que algo llamado religión en el fondo no existe. No hay budismo, no hay cristianismo, no hay islam. ¿Cómo podrían estar en conflicto o ser una misma cosa si no existen?  (No Religión)